# Wiktor Petrowitsch Astafjew

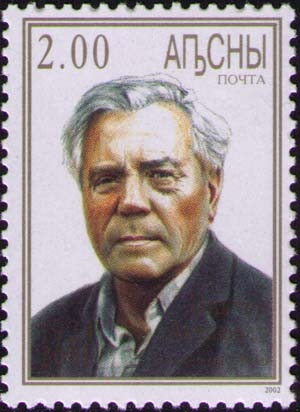
Wiktor Astafjew auf einer abchasischen Briefmarke von 2002

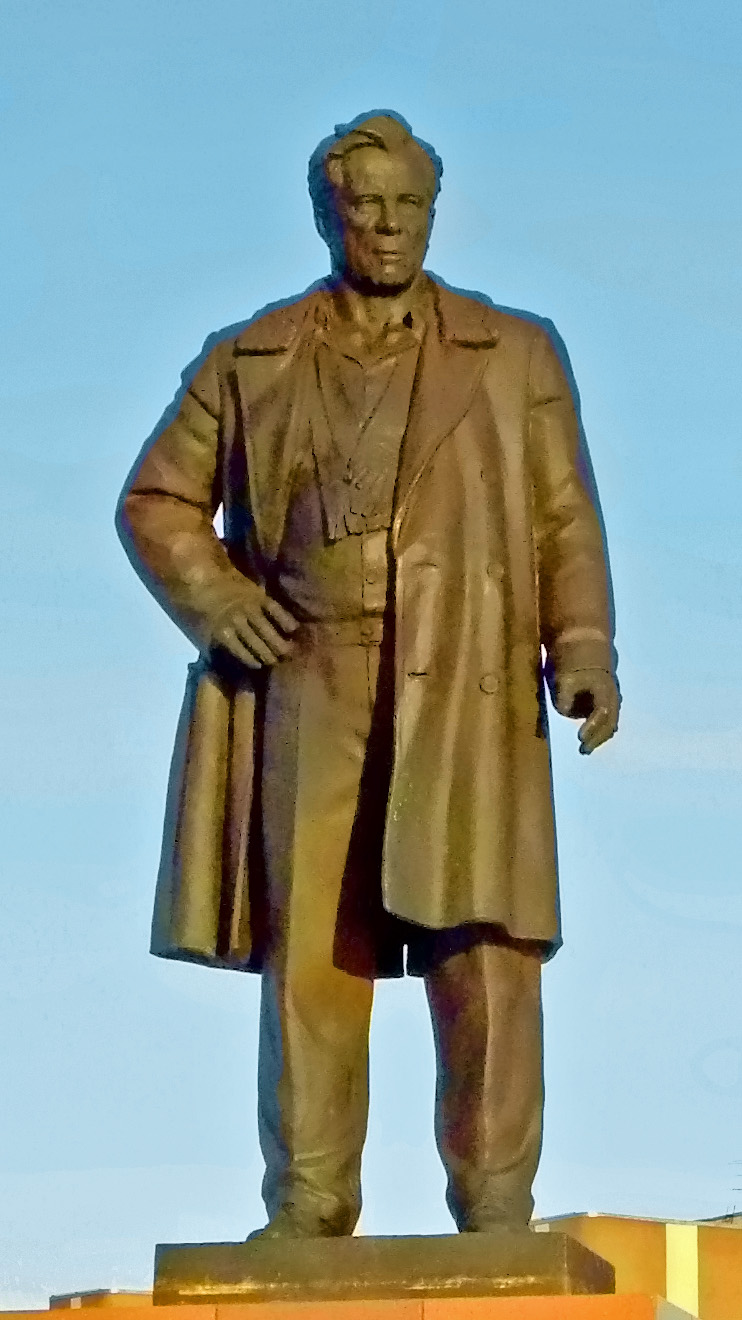
Denkmal in Krasnojarsk (I. T. Jaworski, 2006)

Wiktor Petrowitsch Astafjew (russisch Виктор Петрович Астафьев, wiss. Transliteration Viktor Petrovič Astaf'ev; * 1. Mai 1924 in Owsjanka, Ujesd Krasnojarsk, Gouvernement Jenisseisk, Russische SFSR, Sowjetunion, heute Region Krasnojarsk, Russland; † 29. November 2001 in Krasnojarsk) war ein russischer Schriftsteller und literarischer Weggefährte Alexander Solschenizyns. Er gilt als die literarische Stimme seiner Heimat Sibirien.

## Leben
Astafjew wuchs ab dem 7. Lebensjahr bei seiner Großmutter auf, nachdem seine Mutter auf dem Weg zu seinem Vater, der im Gefängnis saß, starb. Später verbrachte er eine Zeit im Waisenhaus. Nach Beendigung der Eisenbahnschule 1942 arbeitete Astafjew als Rangierer, bevor er sich freiwillig zur Armee meldete. In Nowosibirsk besuchte er die Infanterieschule und erhielt im Frühjahr 1943 den Marschbefehl. Bis zum Kriegsende diente er als einfacher Soldat.
1945 heiratete er Maria Semjonowna Korjakina († 2011). Die Tochter Irina wurde 1948, der Sohn Andrei 1950 geboren. Die Familie übersiedelte nach Tschussowoi (heute Region Perm). Astafjew arbeitete als Diensthabender einer Bahnstation, Lagerarbeiter, Schlosser, Hilfsarbeiter im Fleischkombinat. Gleichzeitig nahm er an einem Literaturzirkel der örtlichen Zeitung Tschusowski rabotschi teil. 1951 wurde in ihr seine erste Erzählung veröffentlicht. Im selben Jahr wechselte er in die Zeitungsredaktion, schrieb in den folgenden Jahren Korrespondenzen, Artikel, Skizzen und über zwanzig Erzählungen.
1958 wurde Astafjew in den Schriftstellerverband aufgenommen und nach Besuch des Maxim-Gorki-Literaturinstituts 1961 ab 1962 freier Schriftsteller.
Der Autor zählt zu den herausragenden Autoren der Tauwetter-Periode ab Mitte der 1950er Jahre. 1958 erschien sein Roman Der Schnee taut (Тают снега). Anders als Solschenizyn, der 1974 ins politische Exil getrieben wurde, blieb Astafjew in Russland. Er verweigerte sich der von der Staatsmacht inszenierten Hetzkampagne gegen den Autor des Archipel Gulag. Stets ein kritischer Beobachter des politischen und gesellschaftlichen Lebens, setzte er sich insbesondere gegen die Landflucht in seiner Heimat ein und sprach für die Wiedergeburt des russischen Dorfes. In seinem letzten Roman Verdammt und getötet beschrieb er noch einmal die totalitäre Vergangenheit seines Landes.
1989 bis 1991 war er Volksdeputierter der UdSSR, 1991 Sekretär des sowjetischen Schriftstellerverbandes und Vizepräsident der Schriftstellervereinigung Europäisches Forum. Im Oktober 1993 unterschrieb er die Appelle von 42 Literaten, die nach der Niederschlagung der Rebellion gegen Jelzin entscheidende Schritte gegen die nationalistische, kommunistische und faschistische Opposition verlangten. Astafjews Schriften sind jedoch auch durch ein konservatives Frauenbild und gelegentlich antijüdische Ausfälle geprägt.
2009 erhielt Astafjew gemäß testamentarischer Verfügung Solschenizyns postum den Solschenizyn-Literaturpreis.

## Werke (in Auswahl)
- Der Diebstahl (Кража), Erzählung, 1966
- Schäfer und Schäferin (Пастух и пастушка), Roman, 1971
- Zar-Ryba (Царь-рыба), Roman, 1975
- Ferne Jahre der Kindheit (Последний поклон), Erinnerungen, 1980
- Der traurige Detektiv (Печальный детектив), Roman, 1986
- Verdammt und getötet (Прокляты и убиты), Roman, 1994